# Функција оптичког преноса
Функција оптичког преноса, скр. ФОП (енг. Optical transfer function, OTF) је сложена математичка функција која описује оптичку слику објекта чија површина је бескрајан низ паралелнх светлих и тамних линија са синусоидним распоредом зрачења. Мада ФОП описује слику само ове једне врсте објекта, сматра се општим показатељем нивоа каквоће физичке оптичке слике. Графички приказ ФОП, најчешће у виду њеног дела који описује оштрину слике (функција преноса висине, ФПВ), је непосредан, лако разумљив показатељ каквоће оптичке слике. Због тога је у широкој употреби како у оптичким уџбеницима и публикацијама, тако и у сфери производње оптичких инструмената.
У зависности од оптичке слике коју користи за прорачун, ФОП може бити дифракциона и геометријска. Прва користи дифракциону, тј. физичку оптичку слику, а друга геометријску слику аберације, тј. заснива се на распореду тачака зрака, За разлику од дифракционе ФОП, геометријска ФОП има само ограничену употребу. Предмет даљег текста је дифракциона ФОП.

## Опис функције оптичког преноса
ФОП се може описати кроз опис њених субјеката - синусоидног објекта и његове слике - кроз облик у коме се представља резултат до ког се њоме долази и, најзад, кроз начин на који се до ових резултата долази, тј. њен математички облик и поступак.

### Објект функције оптичког преноса
ФОП не користи стварни објект, него његов математички облик. Овај објект је непрекидна синусоидна промена јачине зрачења, тј. представљен је бескрајним низом тамних и светлих линија, чији сјај се постепено мења од највишег (у средини светле линије) до најнижег (средина тамне линије). Ширина синусоидног периода, тј. ширина светлих и тамних линија се креће у распону од бесконачно широких до бесконачно уских. Ако су особине оптичког отвора познате, путем ФОП се долази до својстава слике коју он ствара као функције учесталости објекта, тј. као функције ширине светлих и тамних линија.
Другим речима, ФОП користи не један објект, него већи број објеката различитих ширина линија, на основу којих се долази до непрекидне линије (тј. графиконa) која описује оштрину слике у распону учесталости у ком оптички отвор ствара препознатљиву слику.

### Слика функције оптичког преноса
Слику ФОП описује неколико чинилаца: 
(1) она исказује пренос висине сигнала у односу на висину у слици створену у савршеном оптичком отвору, 
(2) такође исказује бочни помак слике у односу на савршени оптички отвор, 
(3) она је, као и сама ФОП и њен објект, изражена не у просторном (стварном) домену, него у домену учесталости (фреквенције), 
(4) она је створена у некохерентној светлости, и
(5) она је опште мерило каквоће оптичке слике

#### Висина и помак сигнала
У најједноставнјем облику, ФОП се може представити као висина сигнала и положаја ове слике у датом оптичком отвору у односу на на исте у слици у савршеном оптичком отвору, у распону учесталости сигнала од бескрајно широког до ширине на нивоу учесталости реза, на којој контраст слике пада на нулу, тј. синусоид постаје права линија. Овако изражена висина сигнала представља висину, или величину ФОП. Бочни помак слике представља њену фазу.
Слика десно показује елементе ФОП за једну учесталост; јасноће ради, слика има јединично увећање (битно је нагласити да висина - В1/В2 - и фазни помак Δ сигнала нису збир, него два комплементарна својства ФОП која дају пуни опис слике). 
Другим речима, ФОП изражава ова два својства слике у распону учесталости синусоида од бесконачно широких линија, за које је пренос висине увек потпун (један), до ширине линија при којој висинa синусоида слике пада на нулу, тј. линије се губе и слика постаје равномерно обасјана површина. 
Висина сигнала у односу на исту у савршеном отвору је најбитније својство слике, јер представља меру њене оштрине, сагласно једноставном изразу:
К=(Вв-Вд)/(Вв+Вд) ........ (1)
где је К контраст (оштрина) слике, Вв висина (амплитуда) врха, и Вд висина дна сигнала (висина врха је јединична вредност, а висина дна је изражена у односу на њу).
У смислу стварних објеката, пошто је висина синусоидног сигнала мера оштрине (контраста) слике, ФОП даје меру каквоће слике у распону од највећих објеката до објеката на граници раздвојне моћи. Ако ФОП оптичког склопа пада на нулу пре ФОП савршеног оптичког отвора, она такође установљава нови, нижи ниво раздвојне моћи оптичког склопа.
Пошто линије представљају синусоидни распоред зрачења, помак линија у односу на слику у савршеном оптичком отвору - која се у овом погледу поклапа са Гаусовском сликом - представља фазу ФОП. Када се ова фаза разликује од нуле, постоји бочни помак физичке у односу на Гаусовску слику нормалан на смер пружања линија. За сразмерно мала изобличења ФШТ, фазни део функције је или нула, или занемарљиво мали, и ФОП је у потпуности представљена њеним делом који изражава пренос висине синусоида. 

#### Домен учесталости
Мада је заснована на својствима физичке, или дифракционе слике објекта-синусоида, који се ствара конволуцијом (збирањем) функције ширења тачке (ФШТ) оптичког склопа са једне, и Гаусовске (геометријске) слике објекта са друге стране, ФОП не користи непосредно физичка својства објекта и слике, него њихов облик у домену учесталости (фреквенције), тзв. спектрум (уопштено, низ учесталости које комбиноване у Фуријеовој трансформацији производе одређену линију или облик). За синусоид, на пример, спектрум се састоји од само једне учесталости, дефинисане периодом и висином (амплитудом), која је, наравно, учесталост самог синусоидног сигнала. 

#### Некохерентна светлост
Чињеница да ФОП описује својства слике створене конволуцијом Гаусовске слике објекта и ФШТ, тј. енергије слике тачке оптичког склопа, говори да ФОП важи за некохерентну светлост, те се пуним именом може звати некохерентна функција оптичког преноса (оптичка слика у кохерентној светлости је дефинисана као квадрат збирне амплитуде у слици, а функција која описује амплитуду слике синусоида у кохерентној светлости зове се функција кохерентног преноса).

#### Мерило каквоће оптичке слике
Изобличења ФШТ због оптичких аберација, неравномерног преноса амплитуде светлосних таласа кроз оптички отвор - где су најчешћи случај заклони у оптичком отвору - и других чинилаца, утичу на каквоћу ове дифракционе слике. У начелу, конволуција Гаусовске слике синусоидног објекта и ФШТ оптичког отвора, узрокује ширење енергије из сјајних у тамне линије, снижавајући оштрину настале физичке слике и њену раздвојну моћ, чак и у случају тзв. савршеног оптичког отвора. Што је енергија ФШТ више раширена аберацијама и другим чиниоцима са сличним ефектом, то су веће и негативане последице по каквоћу слике. 

### Графикон функције оптичког преноса
Усправна скала ФОП графикона је за висину сигнала - тј. за амплитуду синусоида енергије зрачења који представља објект ФОП - док је водоравна скала за учесталост (фреквенцију) овог синусоида. 
Скала висине је дата од нуле до један, тј. од нивоа на ком се слика потпуно губи, постајући равномерно осветљена површина, до новоа на ком је висина (енг. modulus) сигнала једнака висини у слици створеној у савршеном оптичком отвору. 
Скала учесталости сигнала, која се по правилу обележава словом грчког алфабета ν (ни), је обично такође дата од 0 до 1, као број обрнуто сразмеран дифракционој раздвојној моћи оптичког отвора (λ/D за савршен кружни оптички отвор, где је λ таласна дужина светлости, а D пречник отвора). Другим речима, водоравна скала се креће од 0 за бесконачно широк синусоид (тј. бесконачно широке светле и тамне линије објекта) до 1 за ширину линија - где је ширина линије размак између две тачке синусоида у истој фази, тј. једнака ширини светле и тамне линије заједно - једнаку D/λ, граничној учесталости оптичког отвора. 
Водоравна скала се такође представља и линеарно, као 1/(λ/D)ƒ=1/λF кад, за таласну дужину λ у милиметрима, представља број линија по милиметру (ƒ је жижна даљина, а F фокални рацио оптичког отвора). 
За савршен оптички отвор, висинa сигнала, тј. оштрина слике синусоидног објекта, равномерно опада од 1 за бесконачно широке линије (тј. за учесталост сигнала једнаку нули) до нуле за ширину линија при којој је размак између средишта две суседне светле линије једнак λ/D. Изражена је једноставно као:
ФОП(ν)=(2/π)[cos-1ν-ν(1-ν2)0.5] ........ (2)
где је угао добијен из cos-1ν=аrccos(ν) изражен у радијанима (тј. дели се са 180/π). Изрази 
ФОП = (α/90)-2νsinα/π = (α/90)-sin(2α)/π ........ (2.1)
где је cosα=ν, тј. α=arccos(ν), дају исти резултат. 
Гранична учесталост при којој се линије губе назива се учесталост реза (енг. cutoff frequency). За знатна изобличења слике тачке у оптичком склопу, учесталост реза се смањује, тј. помера се ка ширим линијама.
 Линија опадања оштрине слике, тј. ФОП граф, у присуству аберација увек је нижа од исте за савршен оптички отвор. Исто важи за оптички отвор са неравномерним преносом амплитуде таласа, са изузетком прстенастог (ануларног) отвора, у ком случају је оптички пренос бољи него у савршеном отвору за учесталости од око 0.5 (зависи од величине средишњег заклона) и више.
На слици десно је ФОП како је обично представљена (најчешће као функција преноса висине, ФПВ). Граф отвора са аберацијама (црвена линија) исказује значајан пад висине сигнала, тј. оштрине слике, нарочито за ширине линија - или, уопштено, за проширене детаље те величине - од око 0,2 до око 0,8 D/λ учесталост, или од око пет пута до око 1,25 пута веће од ширине линија при којој се оне потпуно губе (гранична учесталост). У случају да ФОП падне на нулу пре граничне учесталости, раѕдвојна моћ оптичког отвора је такође лошија него за савршен отвор. 
У оквиру горе десно приказана је веза између висине, учестаности и слике синусоидног сигнала функције оптичког преноса. 

### Математички облик функције оптичког преноса
Функција оптичког преноса се може изразити на различите начине, али у основи је изражена или као Фуријеова трансформација функције ширења тачке, или као аутокорелација функције оптичког отвора. Такође, у уопштеном облику њена два основна дела, може се представити као комплексна висина, која садржи пренос висине и фазни помак на произвољној учесталости.

#### Функција оптичког преноса као Фуријеова трансформација функције ширења тачке
Ово је основни облик ФОП. По теорији конволуције, Фуријеова трансформација конволуције две функције је једнака производу Фуријеових трансформација ових функција. Пошто је физичка оптичка слика у некохерентној светлости конволуција Гаусовске слике и функције ширења тачке (енг. Point spread function, PSF), Фуријеова трансформација слике - тј. њеном лепеза учесталости - је производ Фуријеове трансформације Гаусовске слике (која је иста као објект, изузев за чинилац увећања) и Фуријеове трансформације функције ширења тачке, дакле ФОП, која је количник висине контраста (енг. modulation) слике и предмета (тј. Гаусовске слике синусоида). Према томе, ФОП је дата са:
{\displaystyle FOP({\vec {\nu }}_{s})=\int _{0}^{1}PSF({\vec {r}}_{s})\,exp[2\pi i{\vec {\nu }}_{s}\cdot {\vec {r}}_{s}]d{\vec {r}}_{s}]} ........ (3)
{\displaystyle ={\frac {1}{E(\lambda R)^{2}}}\int _{0}^{1}\,d{\vec {r}}_{s}\,exp[2\pi i{\vec {\nu }}_{s}\cdot {\vec {r}}_{s}]\left|\int _{0}^{1}P({\vec {r}}_{o})exp[-{\frac {2\pi i}{\lambda R}}{\vec {r}}_{o}\cdot {\vec {r}}_{s}]d{\vec {r}}_{o}\right|^{2}} ....... (3.1)
где је {\displaystyle {\vec {\nu }}_{s}} вектор просторне учесталости, одређен размаком v између две суседне тачке синусоида у истој фази, тј. ширином линија слике синусоида, и обртним углом φ (интеграција се обавља за све оријентације слике унутар 360 степени, што је од значаја једино ако функција ширења распона није обртно симетрична), а {\displaystyle {\vec {r}}_{s}} је позициони вектор који спаја оптичку осу са произвољном тачком у равни слике, одређен размаком r између осе и тачке, и углом отвора γ. 
Производ ових вектора се такође може изразити као производ апсолутних вредности (дужина) вектора и њиховог међусобног угла; у овом случају, {\displaystyle {\vec {\nu }}{\vec {r}}}=vrcos(φ-γ). Разломак пред интегралом у (3.1) је чинилац који своди средишњу висину ФОП на јединичну вредност у одсуству аберација (Е је укупна енергија у равни оптичког отвора, R је полупречник закривљености таласног фронта, P је сведена функција оптичког отвора, и λ је таласна дужина).

#### Функција оптичког преноса као аутокорелација функције оптичког отвора
Из претходног израза за ФОП може се извести облик у ком је она једнака заједничкој површини два круга истог пречника, чији се размак по линији која спаја њихове средишње тачке мења од нуле до размака једнаког пречнику (слика 5; опширније о овом облику ФОП у делу "Интеграција ФОП аутокорелацијом оптичког отвора"). Ова математичка операција се назива аутокорелација и, пошто је пречник две кружнице једнак пречнику оптичког отвора, у овом посебном случају ради се о аутокорелацији оптичког отвора. У овом облику, ФОП се може изразити са:
{\displaystyle FOP({\vec {\nu }}_{s})={\frac {\int _{0}^{1}P({\vec {r}}_{p})P*({\vec {r}}_{p}-\lambda R{\vec {\nu }}_{s})d{\vec {r}}_{p}}{\int _{0}^{1}|P({\vec {r}}_{p}|^{2}\,d{\vec {r}}_{p}}}} ........ (4)
{\displaystyle P({\vec {r}}_{p})=V({\vec {r}}_{p})\,exp[ikW({\vec {r}}_{p})]} ........ (4.1)

где је {\displaystyle P({\vec {r}}_{p})} функција (излазног) отвора, {\displaystyle {\vec {r}}_{p}} је позициони вектор у равни оптичког отвора (тачније, у равни излазног отвора), одређен дужином до произвољне тачке у овој равни и углом који заклапа са усправном осом отвора. 
У функцији отвора, V је функција преноса таласног распона кроз отвор, једнака јединици за равномеран пренос преко целе његове површине, к=2π/λ је периодни број, и W је грешка таласног фронта у тачки одређеној просторним вектором {\displaystyle {\vec {r}}_{p}}. У одсуству аберација, W=0, {\displaystyle exp[ikW({\vec {r}}_{p})]=1} и, са равномерним преносом таласног распона, функција отвора има јединичну вредност изнад целе површине отвора.
 На слици десно приказано је како аутокорелација опричког отвора производи ФОП (у датом случају ФПВ, јер је занемарен фазни део ФОП). Пример је за оптички отвор без аберација. Ради поређења, приказана је функција кохерентног преноса (ФКП). У доњем делу слике је веза између уобичајеног и комплексног облика таласне функције; грешка таласног фронта W је дата у јединицама таласне дужине. Уобичајени облик је једнак реалном (косинусном) делу комплексне функције. Таласни распон Veikφ, изражен као производ распона V, једнаког полупречнику круга и комплексног фазног чиниоца eikφ, зове се комплексни распон (енг. complex amplitude).
У присуству аберација, или заклона у оптичком отвору, таласни распон у оптичком отвору није равномеран, и аутокорелација производи другачији облик функције преноса. У начелу, функција преноса у присуству аберација је увек нижа него без њих.

#### Функција оптичког преноса као комплексна висина
ФОП је сложена функција која се састоји од два дела: (1) функције преноса висине, ФПВ (енг. Modulation transfer function, MTF), и (2) функције преноса фазе, ФПФ (енг. Phase transfer function, PTF). Прва изражава промену висине (модулуса) између најсветлије тачке у светлој и најтамније у тамној линије, у односу на висину у савршеном оптичком отвору. Друга изражава помак ове слике линја у страну (у односу на њихову Гаусовску слику) изазван променом у распореду енергије ФШТ због аберација. Однос између ФОП, ФПВ и ФПФ може се представити као: 
ФОП = |ФОП|eiФПФ = ФПВeiФПФ ........ (5)
што значи да је ФПВ једнака апсолутној вредности ФОП (е=2.71828... је основа природног логаритма).
Из једнакости еiФПФ = cos(ФПФ) + isin(ФПФ), два дела ФОП могу се изразити као:
ФОП = ФПВ[cos(FPF)+isin(ФПФ)] = ФПВcos(ФПФ)+ФПВisin(ФПФ) ........ (6)
где су два чиниоца на десној страни стварни (први) и имагинарни део ФОП (уз напомену да се ФПФ обично означава као угао). Они могу бити и графички приказани одвојено, први као косинусна функција која почиње са 1 за дужинску фреквенцију ФОП једнакој нули, а други као синусна функција почињући са нулом за исту фреквенцију. 
 Слика десно приказује однос између ФОП и њеног имагинарног и стварног дела. Кружница - звана јединични таласни, или фазни круг, чији полупречник има јединичну вредност - представља ФПФ, односно бочни помак слике синусоида изражен као промена у фази у односу на положај слике са нултим помаком. За било коју вредност ФПФ изузев 0 и π, висинa ФОП (тј. ФПВ), датa као јединична вредност, остаје непромењен и независан од промена у стварном и имагинарном делу. У овом случају, ФОП је једнака квадратном корену ѕбира квадрата свог имагинарног и стварног дела.
Ако је ФПФ, тј. бочни помак слике, 0 или π, имагинарни део се своди на нулу, а ФОП се изједначује са њеним стварним делом, тј. постаје стварна функција. Из свега овог види се да израз (6) који описује ФОП не представља збир, мада садржи знак плус, него координате у фазном (таласном) кругу, одређене фазним помаком ФОП.
Ако ФШТ има било који облик симетрије око линије која је дели на два дела, имагинарни део нестаје (јер у том случају фазни помак може бити или нула или π, где овај други може да проузрокује обрнути контраст, без бочног помака слике), и ФОП се своди на ФОП = ФПВcos(ФПФ). Ово је случај са дефокусом, сферном аберацијом и астигматизмом, за било коју оријентацију ФШТ, а за кому само за једну оријентацију, дуж осе аберације (за све остале оријентација ФШТ за кому, ФОП се састоји од оба дела функције, стварног и имагинарног).

## Просторна својства ФОП
Мада се ФОП најчешће представља као дводимензионалан граф њеног дела који представља промену висине сигнала са учесталошћу, тј. ФПВ, она је у потпуности описана тродимензионалном фигуром, која проистиче из самог интеграционог процеса којим се добија ФОП. Овај процес се може изразити на више различтих начина, а на тродимензионалну фигуру непосредно указује израз у коме је ФОП добијена интеграцијом на површини преклапања два отвора истог пречника, једнаког пречнику оптичког отвора за који се ФОП израчунава (математички назив за ову операцију је аутокорелација; у овом случају, ради се о аутокорелацији оптичког отвора). 

### Интеграција ФОП аутокорелацијом оптичког отвора
Интеграција се врши за распон у размаку центара две кружнице од нула - када се кружнице у потпуности преклапају и пренос висине је највећи могући (1) - до размака једнаког пречнику кружнице, кад пренос пада на нулу. Размак између центара је једнак учесталости, и висина преноса за сваки дати размак је једнака преносу за ту учесталост. 
Овај отвор представља поље силе (тј. распоред амплитуде светлосног зрачења) у равни оптичког отвора. За савршен оптички отвор, амплитуда је непромењена преко целе површине отвора, а висина преноса ФОП је сразмерна количнику површине преклапања и површине целог отвора. Овај пренос је јединичн пренос према коме се мери величина преноса, тј. ФОП, несавршених оптичких отвора.
У случају несавршеног оптичког отвора, са неравномерним распоредом амплитуде унутар ове равни, било због присуства аберација или заклона, висина преноса не зависи само од површине преклапања него и од распореда амплитуде. Ако је овај распоред радијално симетричан, пренос има исту висину за сваки угао преклапања за дату учесталост. У случају неравномерног распореда, висина се мења са променом угла, што за последицу има асиметричну тродимензионалну фигуру ФОП.
 Слика десно приказује шему овог интегралног процеса. За сваку дату учесталост сигнала (ν), која се креће у распону од 0 до 1 у јединицама обрнуте граничне дужне учесталости 1/λF, један од отвора описује пун круг око другог, средишњег отвора (R на слици је радијус закривљености таласног фронта, те је λRν за граничну дужну учесталост једнако пречнику отвора). Тиме се ефективно мења оријентација линија Гаусовске слике синусоида у односу на ФШТ оптичког отвора. Ово значи да за сваку учесталост у распону од нуле до 1/λF, интеграциони процес може да се представи кружном линијом чији је полупречник сразмеран датој учесталости, а висина у свакој тачки зависи од међусобног положаја синусоидних линија и ФШТ. Све ове кружне линије, додане једна на другу, стварају купасту тродимензионалну фигуру чија је основа кружница граничне учесталости, а врх је тачка на непромењивој јединичној висини за нулту учесталост.
Уобичајени дводимензиналан облик ФОП је пресек ове тродимензионалне ФОП у тангенцијалној равни ФШТ. У случајевима кад је ФШТ радијално симетрична (на пример, за дефокус, сферну аберацију, или у случају прстенастог отвора), одговарајућа тродимензионална ФОП је такође радијално симетрична, те је у потпуности представљена њеним дводимензионалним пресеком.
Међутим, у случају радијално асиметричне ФШТ (на пример, у случају коме, астигматизма, или других асиметричних аберација), тродимензионална ФОП је такође радијално асиметрична, и ниједан њен пресек на даје пуну слику ефекта те аберације на каквоћу оптичке слике.
Ово је очекивана последица чињенице да се распоред енергије радијално асиметричне ФШТ дуж линје њеног централног пресека мења са радијалним углом тог пресека. Самим тим, различите оријентације ФШТ, тј. слике тачке коју она представља, у односу на низ паралелних светлих и тамних линија које се путем ње пресликавају, погађају каквоћу слике ових линија у различитој мери (на пример, ако је пресек ФШТ дуж ког је ширење енергије највеће паралелан са светлим и тамним лнијама, ефекат на квалитет слике је мањи него кад је тај пресек ФШТ постављен попречно у односу на њих).

### Дводимензионална и тродимензионална ФОП
Слика десно приказује уобичајену дводимензоналну ФОП (пошто се ради о њеном делу који изражава висину преноса, ФПВ, најчешће се тако и назива), као и одговарајућу тродимензионалну ФОП/ФПВ за савршен оптички отвор, и за отвор са значајним нивоом оптичке аберације (тангенционална раван на слици је по правилу усправна раван која садржи оптичку осу и главни зрак, пресецајући ортогналну на њу раван слике дуж осе аберације; сагитална раван је раван која садржи оптичку осу, и нормална је на тангенционалну раван). 
За дати дводимензионални пресек ФОП - која је, као што је напоменуто обично представљена њеним делом који описује пренос висине сигнала, ФПВ - површина испод линије ОТФ графа за разматрану ФШТ, у односу на површину испод линје графа за ФШТ савршеног оптичког отвора, сразмерна је Стрел рациу. 
У случају радијално симетричне ФШТ, овај рацио површина је исти за било који пресек ФОП (тј. ФПВ), и било који пресек даје тачан пренос висине сигнала за целу ФОП. У случају асиметричне ФШТ, рацио се мења са пресеком, могуће знатно. У овом другом случају, ниво каквоће слике је представљен просечним односом ове две површине, тј. просечним Стрел рациом за све ФОП пресеке.

## Функција оптичког преноса у ширем оквиру
Да би се разумела природа ФОП, неопходно је сагледати на који начин је повезана са најбитнијим оптичким појмовима. Конкретно, са објектом и његовом физичком сликом, која је сачињена од физичких слика тачки објекта - описаних са ФШТ оптичког отвора - са пољем светлосног зрачења и са функцијом оптичког отвора које производе ФШТ.
Шема на слици десно показује да је најбитније својство ФОП у овом оквиру то што припада домену учесталости (фреквенције), за разлику од објекта, ФШТ и оптичке слике, који припадају просторном домену. ФОП је рацио висине пресликаног синусоида и висине објекта-синусоида, где су обе представљене спектрумом учесталости ова два синусоида. 
Процес у ком се у домену учесталости преко ФОП из спектрума одређеног својствима синусоида-објекта добија спектрум слике синусоида, који одређује својства ове слике, је паралелан процесу конволуције синусоида-објекта и ФШТ у просторном домену, који непосредно производи слику синусоида. Другим речима, оба приступа дају исти резултат. Предност коришћења функције преноса је у томе што је процес множења спектрума једноставнији од конволуције, посебно у случајевима кад су својства слике резултат више елемената за које се прорачун врши одвојено. 
Шема почиње са савршеним оптичким отвором, али је у основи непромењена и за оптичке отворе са аберацијама и/или неравномерностима у преносу амплитуде. У том случају се мења поље у оптичком отвору, тј. функција ширења амплитуде, што доводи до промене у ФШТ и њеном Фуријеовом пару, ФОП. Промена ФОП непосредно одређује промену својства слике.

## Вишебојна (полихроматска) и једнобојна (монохроматска) ФОП/ФПВ
С обзиром на то да ФОП описује физичку слику створену конволуцијом Гаусовске слике и функције ширења тачке (ФШТ) оптичког отвора, њен резултат се мења са величином ФШТ, тј. са таласном дужином светлости. У начелу, краће таласне дужине, за које је ФШТ мања, имају бољи пренос висине сигнала, и вишу учесталост реза од дужих. 
 Слика десно показује разлику између ФОП (као њену величину, изражену функцијом преноса висине сигнала) за вишебојну (полихроматску) светлост у распону 0.35 до 0.81 микрона (350 до 810 нанометара), са једне, и за једнобојне светлости са почетка, краја, и приближно из средине овог спектралног распона, са друге стране (за савршен оптички отвор).
Вишебојна ФОП је за уједначену осетљивост детектора; за фотопско око пренос висине је исти до средишње учесталости и благо нижи према учесталости реза.
У десном горњем углу су приказане функције ширења тачке за ове таласне дужине, као графикони распореда енергије, и као физичке слике.
У начелу, учесталост реза, на којој пренос висине сигнала пада на нулу, је за светлост у ширем спектралном распону, тј. за вишебојну светлост, виша од учесталости најдуже, и нижа од учесталости најкраће таласне дужине у распону. При уједначеној спектралној осетљивости, она је у средини између ове две. Учесталост реза за једнобојну светлост је обрнуто сразмерна таласној дужини - то виша што је таласна дужина краћа.

## Примери функције оптичког преноса
Мада ФОП може да се користи за утврђивање ефекта најразличитијих чинилаца на својства оптичке слике, уобичајено је да се користи за процену ефекта оптичких аберација, било у току стварања оптичких склопова, или да би се својства истих приказала у уџбеницима и публикацијама. Уз ефекат аберација, такође се користи да покаже утицај заклона у оптичком отвору на каквоћу слике.
У случају ниског нивоа аберација, најчешће се користи само део ФОП који приказује апсолутну величину преноса оштрине слике, функција преноса висине (ФПВ). За висок ниво аберација, ФОП може дати потпунији увид у својства оптичке слике.

### Низак ниво аберација
Примери десно су графикони ФОП како се најчешће представљају: пренос оштрине слике је дат за оптички отвор који се разматра (црвена линија) и, ради поређења, за савршен оптички отвор (црна линија). У начелу, што је линија преноса оптичког склопа ниже у односу на линију преноса савршеног оптичког отвора, то је нижа и оштрина његове слике у односу на највећу могућу. 
Уз сваки граф дата је и одговарајућа функција ширења тачке (ФШТ), тј. физичка слика тачке какву ствара тај оптички отвор. У случају средишњег заклона у оптичком отвору, оштрина слике на десној страни графа је виша него за савршен оптички отвор - то више што је већи заклон у односу на оптички отвор - јер ануларни отвор производи мањи средишњи врх у слици тачке.
Последице средишњег заклона на оптичку слику (горе десно) приказане су за три величине заклона, 0.2D, 0.33D и 0.5D, где је D пречник оптичког отвора. Четири класичне аберације (испод) су на нивоу тзв. дифракционе границе, 0.074λ РМС. Ни аберације, ни заклони не доводе до промена у облику слике у односу на објект. Једина последица је, уопштено, нешто слабија оштрина слике у односу на оштрину у савршеном оптичком отвору. 
За овај, сразмерно мали ниво пада преноса оштрине слике, нема битне разлике између функције оптичког преноса, ФОП, и једног од њена два саставна дела, функције преноса висине (сигнала), ФПВ. Зато се овај граф најчешће представља као граф функције преноса висине, ФПВ (енг. Modulation transfer function, MTF). 

### Висок ниво аберација
Једина разлика између ФОП и ФПВ може да се појави кад су аберације велике, у ком случају линија преноса висине пада близу нуле, и уколико се фазна разлика промени са 0 на π, промена фазе мења знак ФОП и она показује негативан пренос висине, тј. линија преноса се спушта испод водоравне скале графа. Ово указује на тзв. обрнут контраст, тј. светле површине на објекту постају тамне у његовој слици, а тамне постају светле. Пошто је ФПВ једнака апсолутнoј вредности ФОП, она и овај део преноса показује у позитивном делу графа, тј. не указује на обрнути контраст. 
На слици десно приказане су последице високог нивоа четири класичне аберације на слику Сименсове звезде (енг. Siemens star), једног од уобичајених објеката за тестирање оптике (слика је увећана у односу на објект због јасноће). Аберације су сличне величине, на нивоу 0.5λ РМС, а разлика у В-Д (врх-дно) грешка таласног фронта је последица различитих облика одступања ових аберација од савршеног сферног облика. 
Обрнут контраст је присутан код дефокуса, астигматизма и коме, као што ФОП показује, док се то не види по линији преноса ФПВ. Овај ниво аберација је знатно изнад дозвољеног нивоа за астрономске инструменте, те овај недостатак ФПВ у овом пољу није битан. У случају фотографских инструмената, међутим, аберације су, уопштено говорећи, битно веће, и ФОП је бољи избор као мера каквоће оптичке слике.

## ФОП и CCD
Док су аберације таласног фронта и заклони у оптичком отвору чиниоци који утичу на оштрину саме оптичке слике, својства детектора могу додатно да утичу на каквоћу коначне слике. У том погледу је од посебног значаја како на контраст коначне слике утиче велична CCD пиксела, јединичног квадратног сензора ове широко коришћене врсте детектора. Пренос оштрине оптичке слике на коначну слику овде зависи од величине пиксела у односу на величину средишњег врха физичке слике тачке оптичког отвора, тј. његове функције ширења тачке.
Ако је дужина стране пиксела p, у једницама λF, функција преноса контраста, тј. ФОП CCD детектора за савршен оптички отвор је дата синк функцијом:
PCCD = sinc(πpν) = sin(180pν)/πpν ........ (7)
(за ν=0 функција је недефинисана, али тежи ка један, што представља њену граничну вредност).
Пренос контраста коначне, CCD слике је, сагласно општем правилу за функцију преноса, једнак производу појединачних преноса, тј. производу ФОП оптичког склопа и функције преноса CCD детектора:
Pf = (PCCD)(ФОП) ........ (8)
 Слика десно приказује пренос контраста CCD детектора за неколико величина пиксела (лево), и производ овог преноса и ФОП савршеног отвора (десно, црна линја је ФОП савршеног отвора). За p=2, на пример, што за f/5 склоп и λ=0,5 микрона одговара пикселу са страном од 5 микрона (pλF=5), пренос контраста пада на нулу за учесталост ν=0,5, а за остатак распона до учесталости реза слика има обрнут контраст. 
Уз то, као што производ овог преноса и ФОП савршеног отвора на десној страни показује, пренос контраста за ову величину пиксела је на нивоу два пута мањег отвора до ν=0,5, и само мали део преноса савршеног отвора за остатак распона учесталости до учесталости реза. Да би се избегао обрнути контраст, потребан је два пута мањи пиксел (p=1), али да би контраст коначне (CCD) слике био близу контраста оптичке слике, потребан је четири пута мањи (p=0,5).
По Наикуистовом правилу (енг. Nyquist criterion, изворно у оквиру дигиталне детекције аналогног сигнала, наводећи да је за тачну детекцију електронског сигнала неопходно да је учесталост детектора - одређена величном његове јединице детекције - бар два пута већа од учесталости сигнала), ова последња величина пиксела је горња граница при којој су два тачкаста извора светлости на растојању граничне дифракционе раздвојне моћи јасно раздвојена.
Пошто је прва нула синк функције у преносу контраста за pν=1, прва нула производа два преноса је на ушесталости ν=1/p, без обзира на ФОП оптичког склопа, као што граф за p=3 и p=4 показују. Дакле, очување раздвојне моћи оптичке слике захтева p=1, или мањи.
Ниво аберација који би значајно снижавао пренос контраста оптичког склопа би такође знатно ублажио захтев за малим пикселом. У случају телескопа на Земљи, пре свих, ту је неизбежна атмосферска грешка таласног фронта, која често дозвољава величине пиксела и до неколко пута веће од Наикуистове границе за савршен оптички отвор. У практичним условима, горња граница величине пиксела је већа за рацио атмосферског FWHM и λF.

## ФОП и функција преноса контраста
Функција преноса контраста (скр. ФПК, енг. Contrast transfer function, CTF) је слична ФОП, пошто се користи доменом учесталости да би изразила својства оптичке слике. Главна разлика је у томе што ФПК као објект има не синусоид, него тзв. квадратни талас, који представља бескрајан низ наизменичних паралелних светлих и тамних линија без постепеног прелаза једних у друге, тј. са равномерним високим (светлим) и ниским нивоом зрачења.
 Слика десно приказује граф ФПК и ФОП за савршени отвор (горе лево), као и за ФПК у присуству сферне аберације (горе десно) и средишњег заклона (доле лево). У случају савршеног оптичког отвора, пренос висине сигнала ФПК је бољи у целом распону учесталости. Ово је последица тога што спектрум квадратног таласа, за разлику од синусоида који је описан само са једном учесталошћу и амплитудом, за опис у домену учесталости захтева бескрајан низ учесталости са опадајућом амплитудом (доле десно). Свака од ових амплитуда се множи са функцијом преноса висине ФОП-а за сваку учесталост, и њихов збир представља пренос висине амплитуде ФПК-а за ту учесталост.
И поред разлике у особинама објекта, нема битне разлике између ФПК и ФОП у погледу дејства аберација и заклона на каквоћу оптичке слике: релативна промена оштрине слике је врло слична у оба случаја. 